# Hàm Tân (xã)
Hàm Tân là một xã thuộc tỉnh Lâm Đồng, Việt Nam.
Xã Hàm Tân  được thành lập ngày 16 tháng 6 năm 2025 theo Nghị quyết số 1656/NQ-UBTVQH15  của Ủy ban Thường vụ Quốc hội  trên cơ sở sáp nhập  toàn bộ diện tích tự nhiên, quy mô dân số của xã Tân Hà (huyện Hàm Tân), xã Tân Xuân và thị trấn Tân Nghĩa, huyện Hàm Tân, tỉnh Bình Thuận . Xã này chính thức hoạt động từ ngày 01 tháng 7 năm 2025.